# IC 4576
IC 4576 је лентикуларна галаксија у сазвјежђу Змија која се налази на листи објеката дубоког неба у Индекс каталогу.
Деклинација објекта је + 23° 40' 14" а ректасцензија 15h 42m 35,4s. Привидна величина (магнитуда) објекта IC 4576 износи 13,6 а фотографска магнитуда 14,6. IC 4576 је још познат и под ознакама CGCG 136-59, NPM1G +23.0405, PGC 55840.